# Jérôme Camut
Pour les articles homonymes, voir Camut.
Jérôme Camut, né en 1968 à Rueil-Malmaison (Hauts-de-Seine), est un écrivain français de science-fiction, de fantastique, de thriller et de romans d'aventure.

## Biographie
Bien que né en région parisienne, Jérôme Camut, benjamin d'une fratrie de deux garçons et d'une fille, grandit à Angoulême. Il y fréquente successivement les écoles, collèges et lycées Saint-Joseph, Saint-André, Saint-Paul et Sainte-Marthe.
Après sa scolarité obligatoire, il rallie Paris pour y poursuivre ses études à l'École supérieure de réalisation audiovisuelle. Son projet à l'époque est de devenir réalisateur. Les deux années d'études se déroulent à merveille. Vient alors le temps du service militaire, passé pour partie en Bretagne aux écoles de Coëtquidan en tant qu'officier de réserve, dont il sort lieutenant.
Depuis 2004, il écrit en collaboration avec Nathalie Hug.

## Œuvres

### Le cycle de Malhorne
1. Le Trait d'union des mondes, Bragelonne, 2002  (ISBN 2914370733)
2. Les Eaux d'Aratta, Bragelonne, 2004  (ISBN 2914370830)
3. Anasdahala, Bragelonne, 2005  (ISBN 2915549524)
4. La Matière des songes, Bragelonne, 2006  (ISBN 2352940044)

### Les Voies de l'ombre
Cette série est écrite en collaboration avec Nathalie Hug.
1. Prédation, Télémaque, 2006  (ISBN 2753300356)
2. Stigmate, Télémaque, 2007  (ISBN 2753300429)
3. Instinct, Télémaque, 2008  (ISBN 2753300712)
4. Rémanence, Télémaque, 2010  (ISBN 2753301204)

### SérieW3
Cette série est écrite en collaboration avec Nathalie Hug.
1. Le Sourire des pendus, Télémaque, 2013  (ISBN 2753301832)
2. Le Mal par le mal, Télémaque, 2015  (ISBN 978-2753302457)
3. Le Calice jusqu'à la lie, Télémaque, 2016  (ISBN 2753302847)
4. Ilya Kalinine, Le Livre de poche, 2017  (ISBN 978-2253085898)

### Romans indépendants
- Les Éveillés, Calmann-Lévy, 2008  (ISBN 2702138993)Écrit avec Nathalie Hug.
- 3 fois plus loin, Calmann-Lévy, 2009  (ISBN 2702139906)Écrit avec Nathalie Hug.
- Les Yeux d'Harry, Calmann-Lévy, 2010  (ISBN 2702140815)Écrit avec Nathalie Hug.
- Les Murs de sang, Calmann-Lévy, 2011  (ISBN 2702141897)Écrit avec Nathalie Hug.
- Islanova, Fleuve Noir, 2017  (ISBN 9782265116405)Écrit avec Nathalie Hug.
- Et le mal viendra, Pocket, 2020  (ISBN 9782266306645)Écrit avec Nathalie Hug.
- Nos âmes au diable, Fleuve Noir, 2022  (ISBN 978-2265144200)Écrit avec Nathalie Hug.
- Loin de la fureur du monde, Fleuve Noir, 2024Écrit avec Nathalie Hug.

### Nouvelle
- Fantasy 2006 : EspylaCopa, 2006  (ISBN 2915549656)Écrit avec Nathalie Hug.
- Deux mendiants au Paradis, coécrit avec Nathalie Hug, dans l'anthologie À peine entré dans la librairie... La Griffe noire, 30 ans. Paris : Télémaque, 06/2018, p. 45-55.  (ISBN 978-2-7533-0357-7)

### Collectifs
- L’Enfance, c’est… / par 120 auteurs ; textes illustrés par Jack Koch ; préf. Aurélie Valognes. Paris : Le Livre de poche, novembre 2020.  (ISBN 978-2-253-08202-6)
- L'Amour,c'est..../ par 120 auteurs; textes illustrés par Jack Koch; Le livre de poche, 2019

### Récompenses et prix littéraires
- En solo:

1. Finaliste de Grand Prix de l'Imaginaire, Malhorne Tome 1, le trait d'union des mondes, ed.Bragelonne
2. Prix Imaginales 2005, Malhorne Tome 2, les eaux d'Aratta, ed.Bragelonne

- Avec Nathalie Hug

1. Prix du festival sans nom 2022, Nos âmes au diable, ed. Fleuve Noir
2. Prix du festival sans nom 2019, Et le mal viendra, ed. Fleuve Noir
3. Prix Ouest 2018, Printemps du livre de Montaigu, Islanova ed. Fleuve Noir
4. Prix des lecteurs du Livre de poche 2014, W3, le sourire des pendus, ed. Télémaque et le Livre de Poche
5. Prix des lecteurs du salon du livre féminin 2011, les Murs de sang, ed. Calmann-Levy et le Livre de Poche
6. Finaliste du prix polar Michel-Lebrun 2006 Prédation, ed. Télémaque et le Livre de Poche